# Elizabeth Bravo
Elizabeth María Bravo Íñiguez (Cuenca, 30 de enero de 1987) es una deportista ecuatoriana que compite en triatlón. Ganó tres medallas en el Campeonato Panamericano de Triatlón entre los años 2015 y 2024.

## Palmarés internacional
| Campeonato Panamericano | Campeonato Panamericano | Campeonato Panamericano | Campeonato Panamericano |
| Año                     | Lugar                   | Medalla                 | Prueba                  |
| ----------------------- | ----------------------- | ----------------------- | ----------------------- |
| 2015                    | Monterrey (México)      | Medalla de plata        | Individual              |
| 2019                    | Monterrey (México)      | Medalla de oro          | Individual              |
| 2024                    | Miami (Estados Unidos)  | Medalla de oro          | Individual              |